# Anschlussmedaille

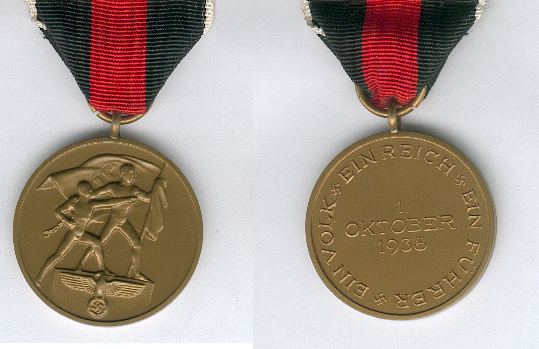
Medaille

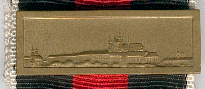
De gesp met de „Prager Burg“

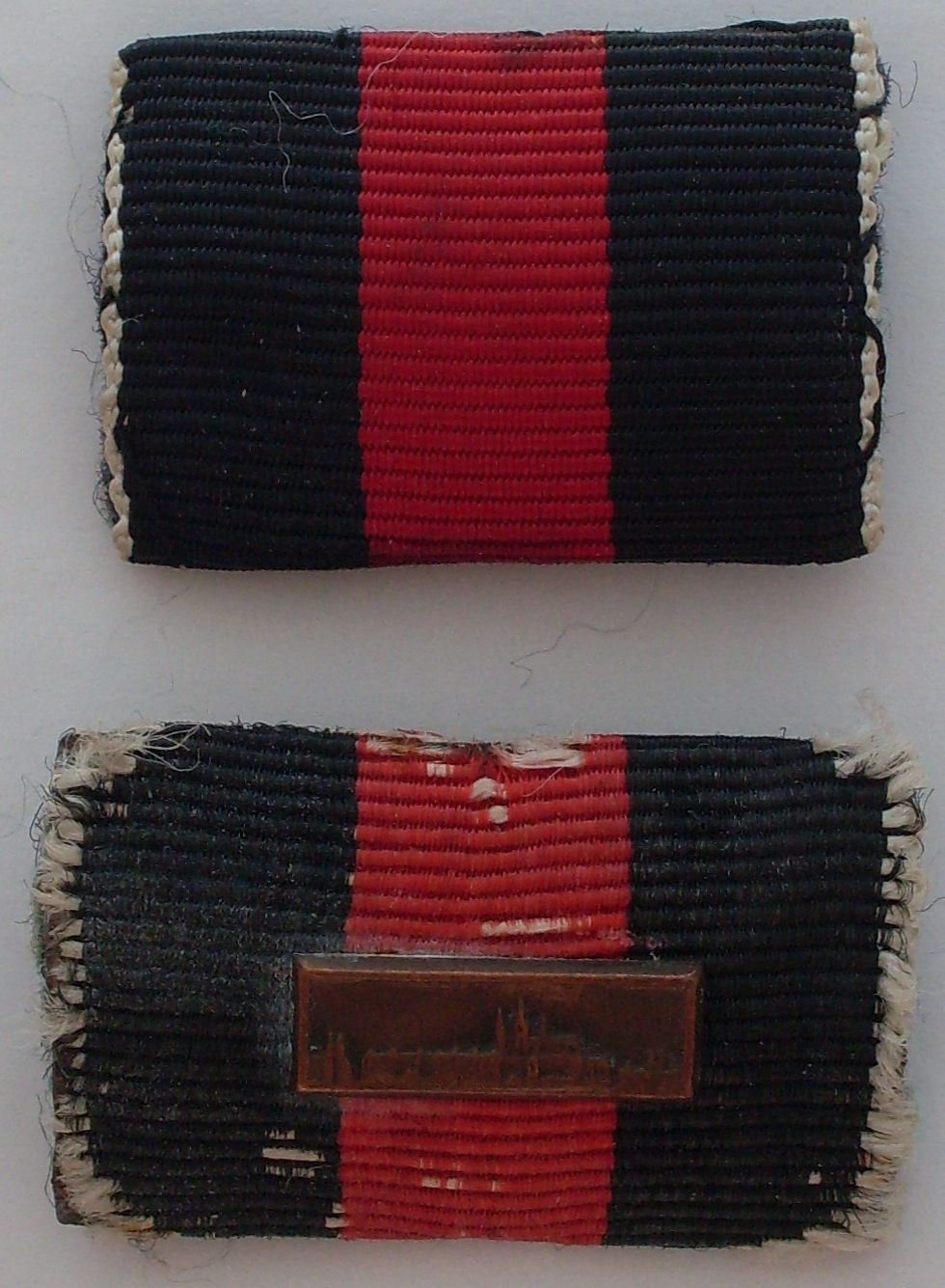
Batons met en zonder gesp

Vlag van het Sudetenland

De Anschlussmedaille (in het Duits officieel de Medaille zur Erinnerung an den 1. Oktober 1938 genoemd) was een onderscheiding van nazi-Duitsland. De onderscheiding, een herinneringsmedaille, werd op door Adolf Hitler op 18 oktober 1938 ingesteld na de door hem met dreiging met geweld afgedwongen annexatie van het Sudetenland.
Oorspronkelijk werd de medaille toegekend voor de verdiensten voor de "Anschluss", de vereniging van Duitsland en het Sudetenland. Later werden ook verdiensten voor de instelling van het Duitse Protectoraat Bohemen en Moravië met deze medaille beloond.
Wie de medaille al voor zijn verdiensten bij de Anschluss had verworven werd voor verdiensten bij het onderwerpen van wat restte van Tsjecho-Slowakije beloond met een gesp. Op deze bronzen gesp was de Praagse burcht afgebeeld.

## De medaille
De door de kunstenaar Richard Klein ontworpen ronde bronzen medaille heeft een diameter van 32 millimeter. Het brons is donkergetint en toont op de voorzijde twee naakte mannen die de terugkeer van het Sudetenland in het Duitse Rijk symboliseren. Zij hebben elkaar de hand gereikt en de achterste persoon op het podium, het Duitse Rijk, trekt de tweede persoon ( het Sudetenland) op het podium. De achterzijde toont binnen het rondschrift "EIN VOLK ° EIN REICH ° EIN FÜHRER."
de datum "1. / OKTOBER / 1938" in drie regels.
De bronzen gesp heeft een breedte van 31 millimeter en is 11 millimeter hoog. Op batons werd een miniatuurgesp gedragen.
Er zijn gespen met afwijkende afmetingen bekend.
De medaille werd aan een zwart-rood-zwart lint op de linkerborst gedragen. De kleuren zijn die van het Sudetenland.
Hitler heeft de medaille aan 1.162.617 mensen verleend. De gesp is zeldzamer; daarvan werden 134.563 stuks toegekend.

## Na de Tweede Wereldoorlog
Deze medaille is met een hakenkruis versierd. Dat betekent dat het verzamelen, tentoonstellen en verhandelen van deze onderscheidingen in Duitsland aan strenge wettelijke regels is onderworpen.
De vier geallieerden hebben na de bezetting van Duitsland het dragen van alle Duitse orden en onderscheidingen, dus ook die uit het Duitse Keizerrijk van vóór 1918, verboden. Dat verbod is in de zogenaamde DDR altijd van kracht gebleven. Op 26 juli 1957 vaardigde de Bondsrepubliek Duitsland een wet uit waarin het dragen van onderscheidingen met daarop hakenkruizen of de runen van de SS werd verboden. Het dragen van een dergelijk  insigne werd net als het dragen van de Orde van Verdienste van de Duitse Adelaar en het Ereteken voor de 9e November 1923, de zogenaamde "Blutorden", streng verboden. Dat verbod treft ook de Anschlussmedaille, die immers nauw met het nationaalsocialisme en de Duitse agressie tegen de buurlanden verbonden is.
Ook het verzamelen, tentoonstellen en afbeelden van de onderscheidingen van de nazi's werd aan strenge regels gebonden. Veel onderscheidingen werden ontdaan van de hakenkruizen, van een doodskop en soms van zowel hakenkruis als adelaar. Ook in een gedenazificeerde uitvoering mag deze onderscheiding in Duitsland niet worden gedragen.